# Jasmine Baroudi
Jasmine Jamila Baroudi es una actriz ghanesa. Estudió Psicología en la Universidad de Ghana, donde se graduó.

## Carrera
Baroudi participó en la serie de televisión ghanesa, Adam's Apples (2011 - 2012). Fue nominada en la categoría de Mejor Descubrimiento en los Ghana Movie Awards 2011 por su desempeño en la serie.
En 2014, protagonizó la película dirigida por Mikki Osei-Berko titulada Broken Mirror junto con Jackie Appiah, James Gardiner, Fred Amugi y Roselyn Ngissah. Fue producida por David Owusu.
Entre 2014 y 2015, apareció como Tilly Walsh en la serie de televisión dirigida por Shirley Frimpong-Manso y junto a un elenco conformado por Nikki Samonas, Joselyn Dumas y Christabel Ekeh.
Fue nominada en los Ghana Movie Awards 2014 en la categoría de Mejor Actriz de Serie de televisión, por Heart Break Hotel en TV3 Ghana.
Fue la ganadora en la categoría Mejor Actriz de Reparto - Drama de los Golden Movie Awards (GMA) del 2019. El mismo año protagonizó la película The Cell. 
Apareció en la película del 2019, A New Flame junto a Richard Asante (Kalyboss) y Edinam Atatsi.

## Filmografía
| Año         | Título        | Rol           | Notas               | Ref.   |
| ----------- | ------------- | ------------- | ------------------- | ------ |
| 2019        | The Cell      |               |                     |        |
| 2019        | A New Flame   | Naa Kai       | Comedia, Drama      | [ 12 ] |
| 2014 - 2015 | V-Republic    | Tilly Walsh   | Serie de televisión |        |
| 2014        | Double-Cross  | Vickie Mensah | Thriller            | [ 13 ] |
| 2014        | Broken Mirror |               |                     |        |
| 2012 -      | Adam's Apples |               | Serie de televisión |        |

## Premios y nominaciones
| Año  | Premiación | Categoría                         | Nominado        | Resultado |
| ---- | ---------- | --------------------------------- | --------------- | --------- |
| 2019 | GMA        | Golden Supporting Actress - Drama | Jasmine Baroudi | Ganadora  |
| 2014 | GMA        | Golden TV Series Actress - Drama  | Jasmine Baroudi | Nominada  |
| 2011 | GMA        | Golden Discovery                  | Jasmine Baroudi | Nominada  |

## Controversias
Baroudi emitió severas advertencias a los hombres que le enviaron fotos íntimas, a quienes amenazó con "nombrar y avergonzar", mencionando que esto era un acto de ciberacoso.
Graphic Showbizz informó que ella mencionó que el uso de actores poco profesionales es tanto que hace que la industria cinematográfica no crezca, recomendando a los productores que solo pongan a los calificados en pantalla.

## Vida personal
Tiene una hija con Williams Ofori Atta, su entrenador físico y actual esposo.